# Ushpia
Ushpia, 16º y penúltimo rey asirio de los que habitaban en tiendas (hacia 2100 a. C.).
Sucesor de Asarah. Parece ser que fue el primer constructor del templo de Assur. Le sucedió su hijo Apiashal.
| Predecesor: Asarah | Rey de Asiria h. 2100 a. C. | Sucesor: Apiashal |